# Kopparstick

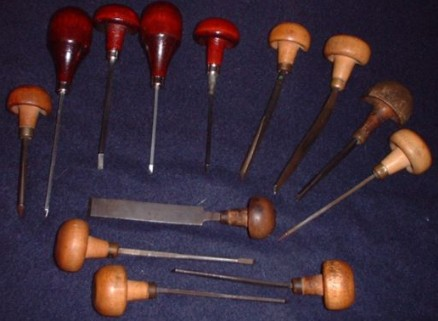
Verktyg (sticklar)

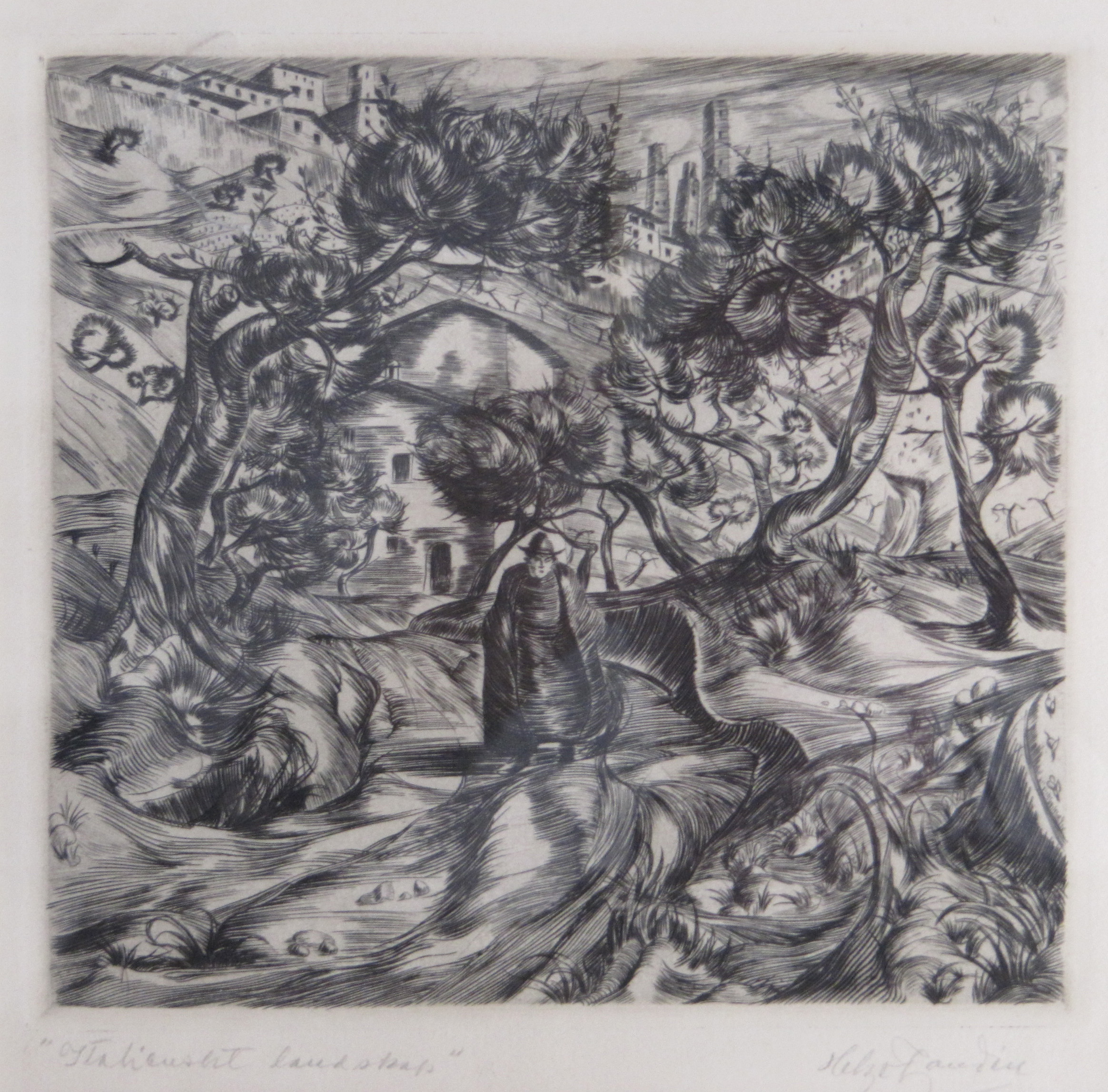
Italienskt landskap, kopparstick av Helge Zandén (1921). Troligtvis utanför San Gimignano.

Kopparstick är den äldsta konstnärliga djuptrycksmetoden. Det äldsta daterade kopparstick som finns bevarat är från 1446 och förvaras i dag i Berlins kopparstickskabinett.
Ett kopparstick tillverkas genom att motivet ristas i en kopparplåt med hjälp av en gravyrstickel. När motivet är färdigtecknat valsas tryckfärg över plåten, som genast avtorkas. Endast i de gjorda inristningarna kvarstår tryckfärg. Ett papper pressas mot plåten, varvid tryckfärgen i fårorna överförs till papperet, och bilden framträder som en spegelbild av teckningens inristade linjer.
Ett blad utfört med koppartryck erhåller kring bildytan ett avtryck av plåten, den så kallade plåtranden, som, för att ett kopparstick skall anses som fullgott exemplar, ej får vara bortklippt. Genom tryckningen slits plåten, i det att de finare gravstickel- eller etsarbetena utplånas, och därigenom uppkommer brist på harmoni mellan de starka skuggpartierna och de högsta ljuspartierna. Man anser, att av en stucken plåt högst ett par tusen, av en etsad 300 till 400 avtryck kan tas. Då det är fråga om större upplagor, brukar man därför förståla plåten, varigenom den vinner betydligt i hållbarhet, eller också reproducerar man originalplåten på galvanisk väg och använder reproduktionen i första hand för avtryck. Koppartryckspressen används även för reproduktion av på kemigrafisk väg vunna gravyrplåtar, fotogravyr, galvanografi och så vidare.
Bland kända kopparstickare märks Andrea Mantegna, Albrecht Dürer och Martin Schongauer.
I Sverige är falugrafikern Helge Zandén särskilt känd för att ha arbetat med kopparstick.